# Dessert (album)
Pour les articles homonymes, voir Dessert (homonymie).
Singles
1. Ashita wa Ashita no Kimi ga Umareru
Sortie : 6 juin 2007
2. Mail no Namida
Sortie : 29 août 2007

Dessert (prononcé à l'Anglaise) est le premier et seul album studio du trio japonais Chocolove from AKB48.

## Présentation
L'opus sort le 21 novembre 2007 et aussi est disponible en deux éditions : une édition limitée avec un photobook de 24 pages et une édition régulière. Cet album culmine à la 99e place dans les classements de l'Oricon et y est resté pendant une semaine, puis a été est vendu à 2 383 exemplaires.
L'album comprend 2 singles (éventuellement leurs faces B) : Ashita wa Ashita no Kimi ga Umareru et Mail no Namida.
Les faces B des singles sont présentées dans des versions interprétées par des chanteuses en solo, comme Chocolate (face B de Ashita wa Ashita no Kimi ga Umareru) et Kare no Kitchen (face B de Mail no Namida).

## Liste des titres
| No  | Titre                                                          | Origine ou interprètes                                   | Durée |
| --- | -------------------------------------------------------------- | -------------------------------------------------------- | ----- |
| 1.  | Ashita wa Ashita no Kimi ga Umareru (明日は明日の君が生まれる) | 1er single                                               | 4:27  |
| 2.  | Chocolate rina-solo (チョコレート...)                          | Rina Nakanishi (version solo de la face B du 1er single) | 3:26  |
| 3.  | Chocolate sae-solo (チョコレート...)                           | Sae Miyazawa (version solo de la face B du 1er single)   | 3:28  |
| 4.  | Chocolate sayaka-solo (チョコレート...)                        | Sayaka Akimoto (version solo de la face B du 1er single) | 3:26  |
| 5.  | Mail no Namida (メールの涙)                                    | 2e single                                                | 5:00  |
| 6.  | Kare no Kitchen rina-solo (彼のキッチン...)                    | Rina Nakanishi (version solo de la face B du 2e single)  | 4:26  |
| 7.  | Kare no Kitchen sae-solo (彼のキッチン...)                     | Sae Miyazawa (version solo de la face B du 2e single)    | 4:26  |
| 8.  | Kare no Kitchen sayaka-solo (彼のキッチン...)                  | Sayaka Akimoto (version solo de la face B du 2e single)  | 4:26  |
| 9.  | Waves                                                          |                                                          |       |
| 10. | Waves rina-solo                                                | Rina Nakanishi (version solo)                            |       |
| 11. | Waves sae-solo                                                 | Sae Miyazawa (version solo)                              |       |
| 12. | Waves sayaka-solo                                              | Sayaka Akimoto (version solo)                            |       |